# Sennheiser

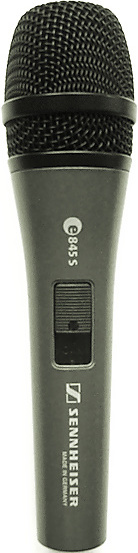
Micrófono.

Sennheiser electronic GmbH & Co. KG es una empresa privada alemana que fabrica micrófonos, auriculares y accesorios telefónicos, para fines domésticos y de negocios.

## Compañía
Sennheiser, empresa alemana fundada en 1945, es uno de los líderes mundiales en el desarrollo de tecnología, sistemas, soluciones y productos electroacústicos. En 2009, la compañía logró ventas por 390 millones de euros y actualmente emplea a más de 2.000 personas a nivel mundial. 
Sus productos se enfocan a los profesionales de la industria musical, la producción de televisión, radio, cine y teatro, la instalación de sistemas de sonido, la aviación, telecomunicaciones y la audiología, así como una línea para la electrónica de consumo de alta calidad. 
Sus aportaciones a la tecnología han sido reconocidas con galardones como El premio al Logro Científico, otorgado por la Academia de Ciencias y Artes Cinematográficas de Estados Unidos, el Grammy, el Emmy y otros concedidos por diversas organizaciones especializadas como el AES. 
Las plantas de fabricación de Sennheiser están ubicadas en Alemania, Irlanda y los Estados Unidos. Parte del grupo Sennheiser son las empresas George Neumann GmbH, Berlín (marca de micrófonos y monitores para estudio) y Sennheiser Communications A/S (headsets para PC, oficinas y centros de contacto).
Fundación: En 1958, como “Laboratorium Wennebostel” por el Prof. Dr. Fritz Sennheiser.
Ventas: 45.7 millones de euros (2012)

Empresas que forman parte del Grupo Sennheiser:
- Georg Neumann GmbH, Berlín (micrófonos de estudio y altavoces para monitoreo; desde 1991)
- Alianza estratégica de Sennheiser Communications A/S (diademas de comunicación para  PCs, oficinas y centros  de contacto; desde 2003)

Plantas de producción:
- Alemania (Micrófonos alámbricos e inalámbricos, auriculares, sistemas de monitoreo, sistemas para conferencias y diademas de intercomunicación para aviación)
- Irlanda (auriculares, productos de audiología, altavoces de monitoreo y productos para instalación de sonido)
- Estados Unidos (micrófonos inalámbricos y sistemas para monitoreo)

Subsidiarias de ventas:
Francia, Gran Bretaña, Bélgica, Holanda, Alemania, Dinamarca (países nórdicos), Rusia, Hong Kong, India, Singapur, Japón, China, Canadá, México y los Estados Unidos.

## Productos
- Auriculares[1]

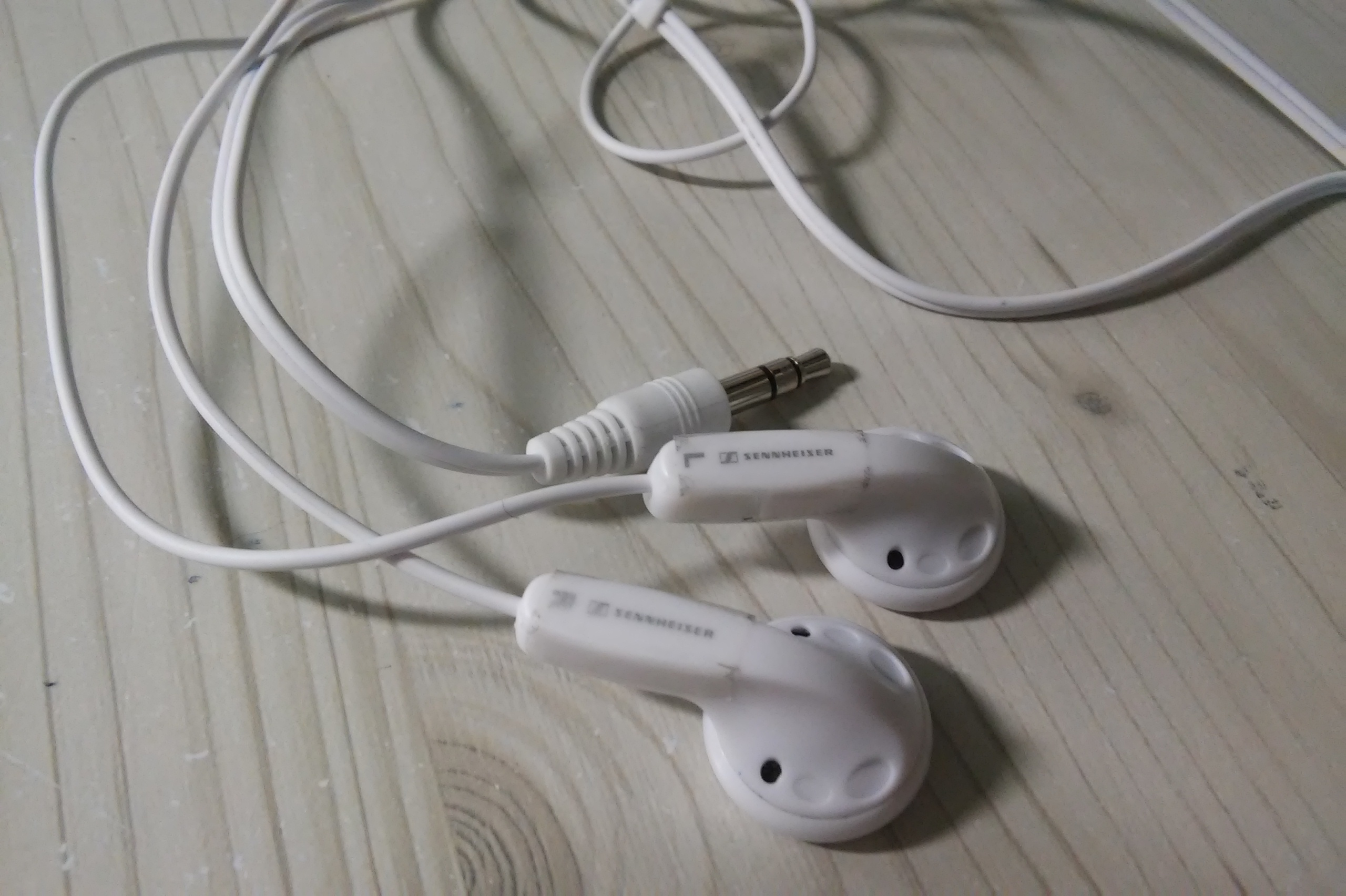
Auricular Sennheiser MX400ii

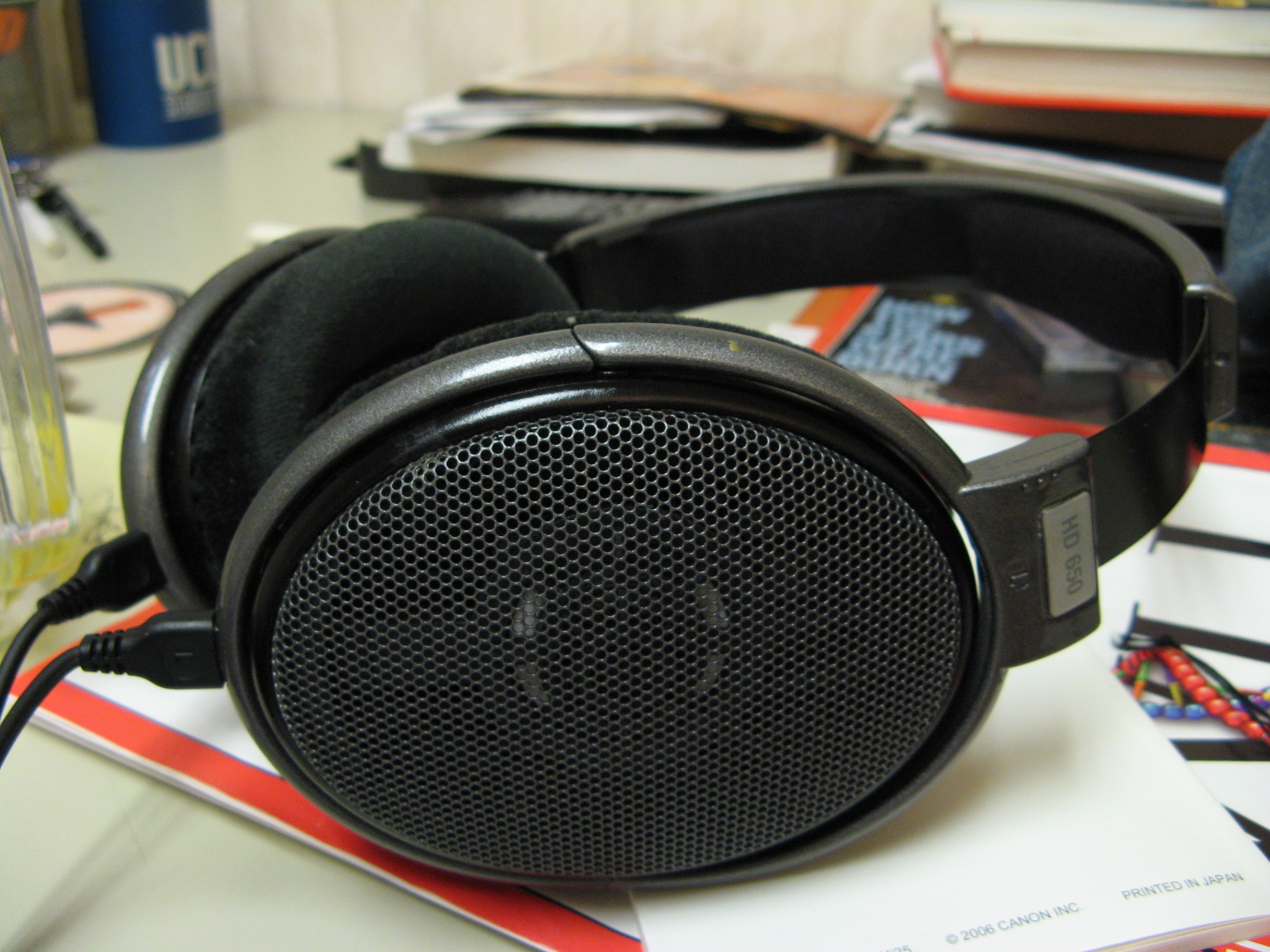
El Sennheiser HD650 auricular abierto

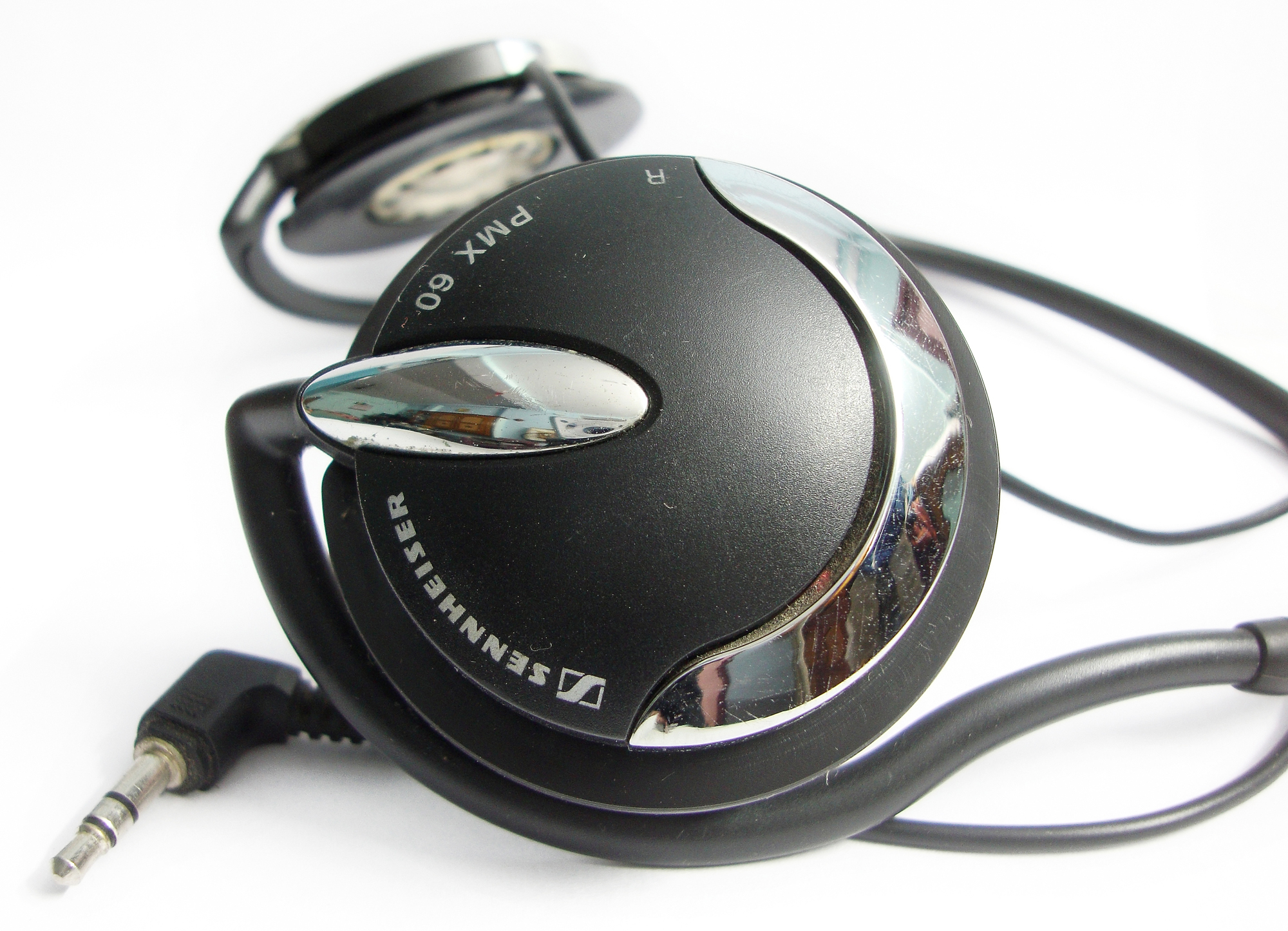
Sennheiser PMX 60

- Micrófonos alámbricos e inalámbricos
- Sistemas de Monitoreo Personal (In Ear Monitors)
- Headsets para aviación
- Headsets multimedia
- Headsets para negocios
- Headsets para "Gaming"
- Sistemas para conferencia e información
- Productos para asistencia auditiva

## Historia
La compañía fue fundada en 1945, sólo unas semanas después de la Segunda Guerra Mundial, por Fritz Sennheiser (1912 - 2010) y siete ingenieros compañeros de la Universidad de Hannover en un laboratorio llamado Laboratorio Wennebostel. El laboratorio fue llamado así por el pueblo de Wennebostel, a donde había sido cambiado debido a la guerra. Su producto más exitoso fue el voltímetro. El Labor W comenzó a fabricar micrófonos en 1946.
Hacia 1955, la compañía tenía 250 empleados. Labor W fue renombrada Sennheiser Electronic en 1958. En 1980, la compañía se introdujo en el mercado de la aviación, proporcionando sus auriculares a Lufthansa. La compañía comenzó a producir micrófonos inalámbricos en 1982. También en 1982, el fundador Fritz Sennheiser entregó el control de la compañía a su hijo, Jörg Sennheiser.
En 1988 comenzó el proceso de internacionalización de la compañía con la fundación de su primera filial de ventas, Sennheiser France. Posteriormente, en 1998, la empresa absorbió al fabricante de micrófonos alemán Georg Neumann. En estos años lanzó al mercado productos como los audífonos electrostáticos Orpheus (1991), la serie de micrófonos evolution (1998), los micrófonos inalámbricos evolution (1999).

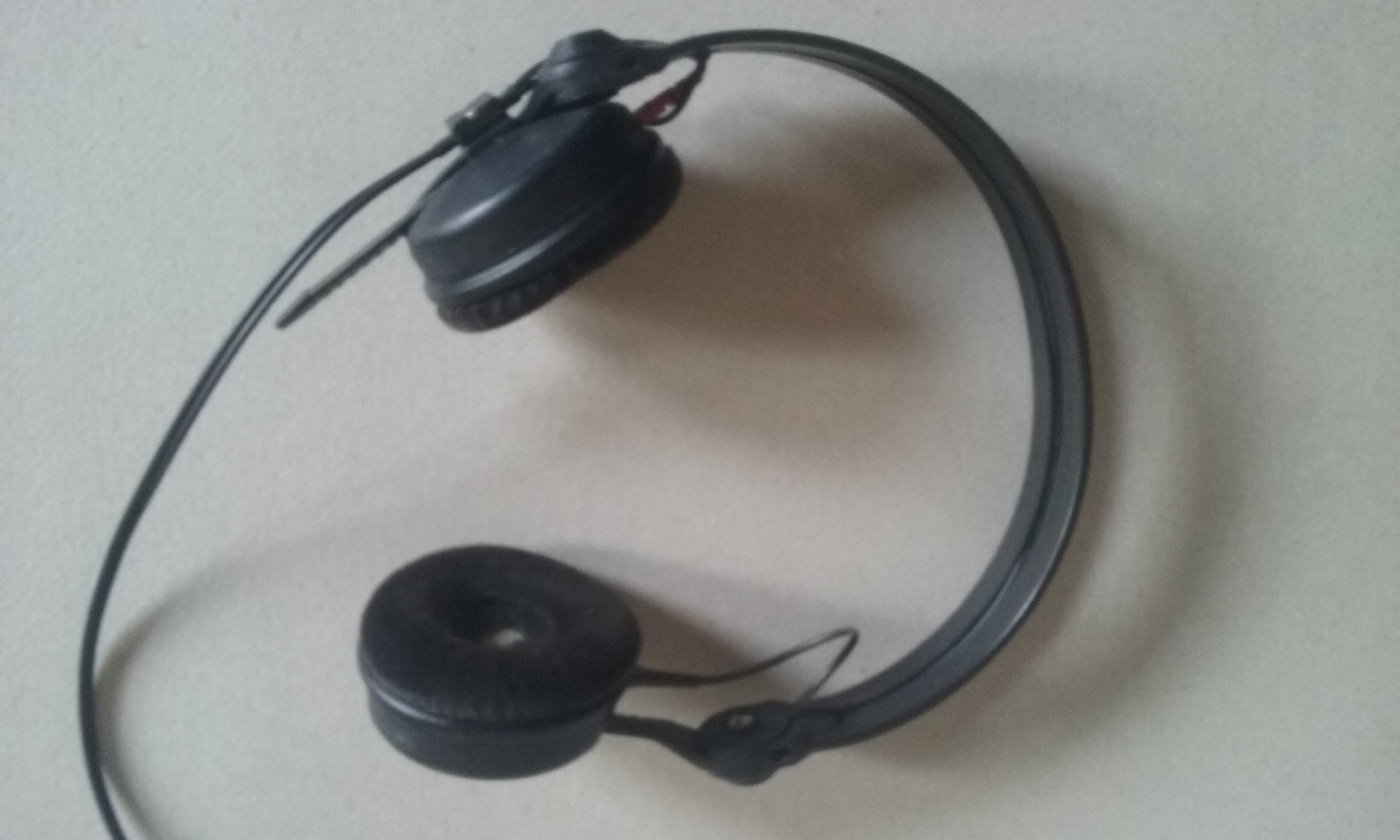
Sennheiser HD 25

En 1988, los Sennheiser HD 25 nacieron como una solución al problema del ruido ensordecedor en la cabina del Concorde, el primer avión supersónico de pasajeros. Encomendados por British Airways y Air France, los ingenieros de Sennheiser diseñaron estos auriculares cerrados para aislar acústicamente a los pasajeros, mejorando así la experiencia en los vuelos.
Con el tiempo, los HD 25 encontraron un nuevo público en los DJs de los años 80, cuando la cultura de la discoteca y la música house estaban en auge. Su capacidad de cancelación de ruido y su diseño, que permitía escuchar por un solo lado, los convirtieron en el estándar mundial para mezclar música en entornos de alta presión sonora, un estatus que mantienen hasta hoy.
Con la llegada del siglo XX, en el año 2000 la empresa lanzó el MKH 800, el que fue el primer micrófono de condensador de estudio que podía cubrir todo el rango de frecuencia de los nuevos formatos de audio digital utilizando solo un sistema de transductor. Cinco años después, en 2005, adquirió Klein + Hummel, empresa fabricante de altavoces.
El año 2013 supuso varios cambios en la directiva de la compañía, ya que Andreas Sennheiser y Daniel Sennheiser comparten desde entonces el cargo de director general de Sennheiser Electronic GmbH & Co. G. Tras este movimiento llegan nuevas innovaciones y lanzamiento de nuevos productos, como el TeamConnect Ceiling, un micrófono de techo para salas de conferencias (2017). Y en 2019 adquirió una participación mayoritaria en Dear Reality, empresa especializada en algoritmos de audio espacial y también de software de audio de Realidad Virtual y Realidad Aumentada.
En el área de los micrófonos la compañía goza de alta popularidad, siendo ampliamente usado por diversos músicos, tales como Avril Lavigne, Ryan Tedder (One Republic), Rihanna, Paramore, Beyoncé, Celine Dion, Melony Rochelle, Felipe Mira (Fahrenheit) Jonas Brothers, Mónica Naranjo o Erick Cayuela, entre otros.